# Darío Denis
Emiliano Darío Denis Figueroa, noto semplicemente come Darío Denis (Las Piedras, 16 dicembre 1991), è un calciatore uruguaiano, portiere del Boyacá Chicó.

## Carriera
Cresciuto nel settore giovanile del Bella Vista, nel 2013 è passato al Fénix dove è rimasto per sette anni collezionando oltre 180 presenze nella massima divisione uruguaiana. Il 4 gennaio 2020 è stato acquistato dal Danubio.